# 精選亞洲劇台電視劇集列表 (2018年)
本列表列出2018年由香港myTV SUPER精選亞洲劇台所播放的劇集。

## 往年節目
媽咪的男朋友、幸福兌換券、媽，親一下、港媳嫁到、幸福的麵條、小丈夫、離婚律師、求婚大作戰、愛上哥們、B任務、大長今、師任堂、六龍飛天、王的面孔、夜警日誌、射鵰英雄傳、神鵰俠侶、龍門飛甲、虎媽貓爸、換換愛、不良笑花、一見不鍾情、明若曉溪、終極惡女、俏摩女搶頭婚、這裡發現愛、唯一繼承者、後菜鳥的燦爛時代、一又二分之一的夏天、A咖的路、再說一次我願意、他看她的第2眼、狼王子、超少年密碼、包青天、超能力事務所